# Lotus E20
El Lotus E20 es un monoplaza construido por Lotus para competir en la temporada 2012. Fue pilotado por Kimi Räikkönen y Romain Grosjean.

## Presentación
El monoplaza fue presentado el día 5 de febrero de 2012 en Enstone, la sede de la escudería Lotus. El nombre del coche (E20) es un homenaje al vigésimo monoplaza fabricado por la factoría del equipo. En la ceremonia estuvieron presentes los pilotos Kimi Räikkönen y Romain Grosjean y el probador Jérôme d'Ambrosio; además del diseñador del monoplaza, James Allison; el jefe de equipo Éric Boullier y el propietario Gerard Lopez. La meta del equipo británico es pelear por el cuarto puesto del campeonato de constructores, tras haber sido quintos los dos años anteriores bajo la denominación Renault F1.

## Entrenamientos de pretemporada
Kimi Räikkönen fue el encargado de realizar los primeros kilómetros con el monoplaza el día 6 de febrero en los tests de Jerez. El propio Kimi marcó el mejor tiempo en el primer día de los entrenamientos de pretemporada.
Sin embargo, Lotus se vio obligado a perderse la segunda tanda de test tras detectar un problema en su chasis. Lo resolvieron, y Grosjean hizo el mejor tiempo en el primer día de la tercera y última tanda de entrenamientos; mientras Räikkönen también firmó el mejor registro del último día de tests. Ante estos resultados, el equipo se mostraba optimista de cara a su estreno en la nueva temporada.

## Resumen de la temporada
En la primera carrera en Australia, Grosjean saldría desde una excelente 3.ª posición en parrilla, mientras Räikkönen no pudo pasar del 18.º puesto. Sin embargo, en carrera Romain tuvo que abandonar tras un golpe con el coche de Pastor Maldonado, y Kimi remontó hasta el 7.º puesto. El coche evolucionó bastante bien, siendo uno de los principales rivales a batir durante el transcurso de la temporada y logrando podios con cierta asiduidad.
En el Gran Premio de Abu Dhabi 2012 Kimi Räikkönen logró la ansiada primera victoria para la escudería. Con esta victoria conseguiría llevarse el tercer puesto en el mundial de pilotos. 

## Resultados
(Clave) (negrita indica pole position) (cursiva indica vuelta rápida)
| Año  | Motor                    | Neu. | N.º | Pilotos           | 1   | 2   | 3   | 4   | 5   | 6   | 7   | 8   | 9   | 10  | 11  | 12  | 13  | 14  | 15  | 16  | 17  | 18  | 19  | 20  | Puntos | Pos. |
| ---- | ------------------------ | ---- | --- | ----------------- | --- | --- | --- | --- | --- | --- | --- | --- | --- | --- | --- | --- | --- | --- | --- | --- | --- | --- | --- | --- | ------ | ---- |
| 2012 | Renault RS27-2012 2.4 V8 | P    |     |                   | AUS | MYS | CHN | BHR | ESP | MON | CAN | EUR | GBR | GER | HUN | BEL | ITA | SIN | JPN | RCO | IND | ABU | USA | BRA | 303    | 4.º  |
| 2012 | Renault RS27-2012 2.4 V8 | P    | 9   | Kimi Räikkönen    | 7   | 5   | 14  | 2   | 3   | 9   | 9   | 2   | 5   | 3   | 2   | 3   | 5   | 6   | 6   | 5   | 7   | 1   | 6   | 10  | 303    | 4.º  |
| 2012 | Renault RS27-2012 2.4 V8 | P    | 10  | Romain Grosjean   | Ret | Ret | 6   | 3   | 4   | Ret | 2   | Ret | 6   | 18  | 3   | Ret |     | 7   | 19  | 7   | 9   | Ret | 7   | Ret | 303    | 4.º  |
| 2012 | Renault RS27-2012 2.4 V8 | P    | 10  | Jérôme d'Ambrosio |     |     |     |     |     |     |     |     |     |     |     |     | 13  |     |     |     |     |     |     |     | 303    | 4.º  |